# Набхольц, Иоганн Христиан
Иоганн Христиан Набхольц (нем. Iohann Christian Nabholz; 1752—1797) — немецкий художник и гравёр.

## Биография
Иоганн Христиан Набхольц родился в 1752 году в городе Регенсбурге. В первые годы своей художественной деятельности Набгольц преимущественно писал портреты масляными красками и исполнял миниатюры.
В 1784 году, приехав в столицу Российской империи город Санкт-Петербург, стал заниматься и гравюрой, а также работал резцом и акватинтой, хотя написал немало и портретов с лиц высшего общества и с самой Императрицы Екатерины II. 
Иногда И. Х. Набхольц гравировал и со своих собственных рисунков — таковы, например: «Аллегорическая картина на мир в Яссах» (1791 г.), «Смерть князя Потемкина Таврического» (1793 г.) и портреты П. И. Мелиссино и Хеслера. 
Из его гравюр наиболее известны: портрет Фридриха Великого, на заглавном листе издания «Жизнь и деяния Фридриха Великого, короля Прусского. СПб., 1788»; восемь силуэтов в медальонах — Императрицы Екатерины II, великого князя Павла Петровича с великой княгиней Марией Феодоровной и с детьми (1790); Портрет А. В. Суворова, с медали Леберехта (1791 г.); «Вид Гатчины» (1792 г.); заглавный лист с портретом Монтескье к изданию «Письма — персидские творения Г. Монтескье». СПб., 1792; портрет Екатерины II, с бюста Шубина (1794 г.); портрет Елисаветы Алексеевны, с оригинала Ритта (1794 г.); портрет Александра I, с рисунка Ритта (1795 г.), заглавный лист к «Трудам Вольно-Экономического Общества, 1796»; портрет Павла І. Кроме того, портреты: Екатерины II, с оригинала Рамо; M. И. Клингер, с Андриолини; Петра Великого, с Каравакка; доктора Франке; Моцарта и Елисаветы, королевы Английской; картуш на карте Воронежской губернии, в Атласе России, изданном в 1800 г.; двенадцать пейзажей, восемнадцать заголовок и виньеток в издании «Учреждение Воспитательного дома. СПб. 1789 г.»; шесть досок в «Палладиеву архитектуру», изданную Львовым; пять виньеток к книге «Сочинения Василия Капниста», СПб. 1796 год.
Иоганн Христиан Набхольц умер 10 июля 1797 года в Санкт-Петербурге.